# Активный (монитор)
«Активный» — корабль Военно-морского флота СССР, речной монитор. Единственный корабль проекта СБ-30. Входил в состав Амурской флотилии.
Участвовал в Маньчжурской наступательной операции 9 августа — 2 сентября 1945 года.
12 января 1949 года отнесен к подклассу речных МН, 11 апреля 1952 года выведен из боевого состава, переименован в «Кенга» и переформирован в УС, а 11 июня 1953 года разоружен, исключен из списков судов ВМФ и 15 сентября 1953 года передан АРП ММРФ для использования в служебно-вспомогательных целях. Разобран в 1957 году.